# Norwich
Pronunciação
Norwich (pronúnciaⓘ: ˈnɒrɪdʒ) é uma cidade da Ânglia Oriental, no leste da Inglaterra. É o centro administrativo regional e  sede do condado de Norfolk. Durante o século XI Norwich foi a segunda maior cidade da Inglaterra, depois de Londres, e um dos lugares mais importantes do reino.
Sua área suburbana se expande para além de suas fronteiras, especialmente a oeste, norte e leste, incluindo Thorpe St. Andrew, no lado leste. Os assentos parlamentares da região recebem votos dos distritos locais adjacentes. De acordo com estimativas do ano de 2008, 135.800 habitantes vivem na cidade de Norwich, e a população da Norwich Travel to Work Area, a área de Norwich na qual a maioria das pessoas vive e trabalha, é de
367.035. Norwich é o quarto Local Authority District em densidade populacional do Leste da Inglaterra, com 3.319 pessoas por quilômetro quadrado.
O Departamento para Comunidades e Governos Locais considerou recentemente se Norwich deveria se tornar uma autoridade unitária, separada do Conselho de Condados de Norfolk. A cidade acabou não sendo selecionada para as novas entregas do estatuto, em julho de 2007, por suas propostas não cumprido com os rigorosos critérios exigidos.

## História

### Período romano
Ao ocuparem a região, os romanos — fundadores e colonizadores da Britânia — tinham sua capital regional em Venta Icenorum, às margens do Rio Tas, próximo da atual vila de Caistor St Edmund, cerca de cinco milhas (8 km) ao sul de Norwich. Por volta do ano 450, no entanto, os romanos já não mais dominavam a região. Pouco tempo depois, os Anglo-saxões estabelecem-se no espaço onde hoje encontra-se Norwich, fundando as cidades de Northwic (de onde se origina o nome Norwich), Westwic e um povoado secundário em Thorpe.

### Conquista normanda
Os estudiosos sugerem dois modelos possíveis de desenvolvimento para a cidade de Norwich. É possível que três antigos povoados anglo-saxões, um ao norte do rio e dois em cada margem ao sul, se juntaram na medida em que cresceram. Outra possibilidade é a de que apenas um povoado anglo-saxão, ao norte do rio, surge na metade do século VII, depois do abandono prévio dos outros três.
A cidade foi um centro fervilhante comercial e financeiro da Ânglia Oriental, em 1004, quando foi pilhada e queimada por Sueno Barba-bifurcada, o víquingue, porém moedas da Mércia e pedaços de cerâmica da região do Reno que datam do século VIII encontradas na cidade sugerem que o comércio de longa distância vinha acontecendo antes mesmo disso. Entre 924 e 939 Norwich se estabeleceu plenamente como cidade quando passou a cunhar suas próprias moedas. A palavra Norvic aparece em moedas encontradas por toda a Europa neste período, durante o reinado de Etelstano. Os viquingues tiveram uma forte influência cultural em Norwich, por cerca de 50 anos, no final do século IX, estabelecendo um distrito anglo-escandinavo ao norte da atual King Street.
Na época da conquista normanda da Inglaterra a cidade era a maior do país. O Domesday Book afirma que ela tinha cerca de vinte e cinco igrejas, e uma população entre cinco e dez mil habitantes. O livro também registra uma igreja anglo-saxã em Tombland, um antigo mercado onde futuramente seria erguia a catedral normanda. Norwich continuou a ser um dos principais centros de comércio do país, com o rio Wensum servindo como uma conveniente rota de exportação até o mar. Artefatos da Escandinávia e da Europa continental foram encontrados durante escavações no centro histórico de Norwich, que datam do século XI em diante.
A principal área de povoamento anglo-saxão ao sul do Wensum foi destruída pela construção do castelo normando (Castelo de Norwich) durante a década de 1070. Os normandos estabeleceram um novo foco populacional em torno do castelo, e na área ao seu oeste: este acabou ficando conhecido como o borough "Novo" ou "Francês", em torno do mercado normando, que sobrevive até hoje como o Provision Market da cidade moderna.
Em 1096 Herbert de Losinga, bispo de Thetford, começou a construção da Catedral de Norwich. O principal material utilizado foi o calcário, importado de Caen, na Normandia. Para transportar o material até o local da catedral, um canal foi aberto a partir do rio (desde a localidade atual de Pulls Ferry) até a muralha oriental da cidade. Herbert de Losinga moveu então a sua sede episcopal para lá, e a igreja tornou-se a catedral para toda a Diocese de Norwich. O bispo de Norwich até hoje assina como Norvic.
Norwich recebeu uma Carta Real de Henrique II, em 1158, e outra de Ricardo Coração de Leão, em 1194.

### Idade Média
Na metade do século XIV, as muralhas da cidade, com cerca de 4 quilômetros de extensão, foram completadas. Estas, juntamente com o rio, cercavam uma área maior do que a City de Londres.
Em 1144, os judeus de Norwich foram acusados de cometer o assassinato ritual, após um garoto (William de Norwich) ter sido encontrado morto por golpes de faca. Esta foi a primeira ocorrência de um libelo de sangue na Inglaterra. A história se transformou numa espécie de culto, e William adquiriu o status de mártir, sendo consequentemente canonizado. O culto de São William atraiu um grande número de peregrinos, que trouxeram riqueza à igreja local. Em 6 de fevereiro de 1190, todos os judeus de Norwich foram massacrados, com a exceção de alguns que conseguiram encontrar abrigo no castelo da cidade.
A riqueza gerada pelo comércio de lã por toda a Idade Média financiou a construção de belas igrejas, e Norwich possui mais igrejas medievais do que qualquer outra cidade na Europa Ocidental ao norte dos Alpes. Durante este período a cidade estabeleceu ligações de comércio duradouras com outras partes da Europa, e seus mercados se estendiam da Escandinávia à Espanha.
Nesta época a cidade passou a ser um county corporate ("condado incorporado"), e tornou-se a capital de um dos condados mais prósperos e densamente povoados da Inglaterra.
A grande imigração ocorrida em 1567 trouxe uma comunidade significante de valões para Norwich, quase todos tecelões. Norwich foi o lar de diversas minorias dissidentes, como as huguenotes franceses e as comunidades de belgas da Valônia, no século XVI e XVII. Estes imigrantes ficaram conhecidos localmente como Strangers ("Estranhos"). A casa de mercador - atualmente um museu - que foi a primeira base destes imigrantes na cidade ainda é conhecida como Strangers' Hall. Parece que estes "Estranhos" conseguiram se integrar à comunidade local sem muita animosidade, pelo menos entre seus companheiros de negócios, que tinham muito a ganhar com as habilidades trazidas por eles. A chegada dos "Estranhos" em Norwich impulsionou o comércio com a Europa continental, o que despertou um movimento rumo à reforma religiosa e à radicalização política da cidade. Durante este período Norwich se tornou a segunda cidade no país, atrás apenas de Londres.

### Guerras civis e era vitoriana
Durante a guerra civil inglesa, os condados do leste eram profundamente parlamentaristas por natureza, e Norwich apoiaram este movimento, às custas de algum desconforto ao prefeito (Lord Mayor), ele próprio um realista, e o bispo Joseph Hall, que embora fosse de inclinação política moderada era um alvo, por sua posição.
O canário-de-norwich foi introduzido pela primeira vez na Inglaterra por refugiados flamengos vindos da perseguição espanhola do século XVI, que passaram a criá-los aqui. O canário é o distintivo do clube de futebol da cidade, o Norwich City Football Club, que recebe o apelido de "The Canaries" ("Os Canários").
Em 1797 Thomas Bignold, um banqueiro e comerciante de vinhos de 36 anos, em mudança de Kent para Norwich, não pôde encontrar qualquer um que lhe fizesse uma apólice contra a ameaça de salteadores, corriqueira nas estradas da época. Perseverante, e consciente de que, numa cidade construída de madeira a ameaça de fogo estava no topo da lista nas preocupações dos habitantes, Bignold formou a "Norwich Union Society for the Insurance of Houses, Stock and Merchandise from Fire" ("Sociedade da União de Norwich para o Seguro de Casas, Estoques e Mercadorias do Fogo"). O novo negócio, que se tornou conhecido como Norwich Union Fire Insurance Office ("Escritório de Seguros contra o Fogo da União de Norwich"), acabou por se tornar a maior companhia de negócios do país (a atual Norwich Union).
Até a Revolução Industrial, como capital do condado mais próspero e populoso da Inglaterra, Norwich competia com Bristol pelo status de segunda cidade do país.
O relativo isolamento geográfico de Norwich era tanto que até 1845, quando uma conexão ferroviária foi estabelecida, era comum que uma viagem de navio a Amsterdam durasse menos tempo do que uma viagem a Londres. A ferrovia foi trazida à cidade por Samuel Morton Peto, que também construiu a linha até Great Yarmouth.
De 1808 a 1814 Norwich hospedou uma estação na cadeia de telégrafos que ligava o Almirantado, em Londres, aos seus navios no porto de Great Yarmouth.

## Esporte
A equipe de futebol da cidade, o Norwich City, disputou por alguns anos a 1ª divisão inglesa, a Barclays Premier League.